# Roskilde állomás
Roskilde állomás vasútállomás Dániában, Koppenhágában. Dánia legforgalmasabb állomása volt a 2014-es utasforgalom alapján.

## Vasútvonalak
Az állomást az alábbi vasútvonalak érintik:
- Koppenhága-Fredericia-vasútvonal
- Nordvestbanen
- Roskilde–Næstved-vasútvonal

## Kapcsolódó állomások
A vasútállomáshoz az alábbi állomások vannak a legközelebb:
- Gadstrup Station (Næstved Station, Roskilde–Næstved-vasútvonal)
- Trekroner Station (Koppenhága főpályaudvar, Koppenhága-Fredericia-vasútvonal)
- Viby Sjælland Station (Korsør Station, Koppenhága-Fredericia-vasútvonal)
- Lejre Station (Kalundborg Station, Nordvestbanen)
- Roskilde Vest Station (–2013, Kalundborg Station, Nordvestbanen)